# Parashqevi Qiriazi
Parashqevi Qiriazi, također poznata kao Paraskevi D. Kyrias (Bitola, 2. lipnja 1880.  –  Tirana, 17. prosinca 1970.) bila je albanska učiteljica iz obitelji Kyrias koja je svoj život posvetila albanskom pismu i podučavanju pisanog albanskog jezika. Bila je sudionica Kongresa u Manastiru, koji je odlučio o obliku albanskog pisma, i osnivačica Yll' i Mengjesit, udruge žena. Parashqevi je također bio sudionica Pariške mirovne konferencije 1919. kao član albansko-američke zajednice. Bila je sestra Sevasti Qiriazi, ravnateljice prve albanske škole za djevojke u Korçi, otvorene 1891.

## Životopis
Parashqevi je rođena u Monastiru (danas Bitola, u Manastirskom vilajetu, Osmansko Carstvo (današnja Sjeverna Makedonija). Kada je imala 11 godina, počela je pomagati svom bratu Gjerasimu Qiriaziju i sestri Sevasti Qiriazi u podučavanju pisanog albanskog za djevojčice u prvoj školi za djevojčice u Albaniji, Ženskoj školi (alb. Shkolla e Vashave) otvorenoj 15. listopada 1891.
Kasnije je studirala na Robert Collegeu u Istanbulu. Nakon što je diplomirala, otišla je u Korçë da bi zajedno sa svojom sestrom Sevasti radila kao učiteljica u Mësonjëtorji, prvoj albanskoj školi otvorenoj 1887.
Sudjelovala je na Monastirskom kongresu 1908. kao jedina žena.
Godine 1909. izdala je abecedarij za pučke škole. Iako je monastirski kongres donio odluku o novom alfabetu, u njezinu su abecedaru i dalje bile prisutne dvije verzije alfabeta, što pokazuje koliko je konsenzus kongresa još uvijek bio krhak. No, uz abecedarij, objavila je i neke vrlo poznate stihove o obrani novog albanskog pisma.
| albanski jezik | hrvatski jezik                                                                                             |
| --- | --- |
| Armiqëtë o shqipëtarë, Po perpiqenë Shkronjat turçe dhe greqishte, të na apënë; Le t'i mbajnë ata per vetëhe; Kemi tonatë. | Neprijatelji Albanaca, pokušavaju turska i grčka slova, Da nam daju; Neka zadrže ta pisma; Mi imamo svoje. |

Također je poznata po tome što je organizirala nastavu za djecu i večernje škole u drugim selima u južnoj Albaniji te po tome što je pomogla u organiziranju lokalnih knjižnica.
Pridonijela je osnivanju udruge Yll' i Mëngjesit 1909. i kasnije, kada je emigrirala u SAD, nastavila je izdavati istoimeni časopis od 1917. do 1920. Časopis je izlazio svakih petnaest dana i uključivao je članke o albanskoj politici, društvu, povijesti, filologiji, književnosti i folkloru.
Godine 1914. otišla je iz Albanije u Rumunjsku zajedno sa svojom sestrom kao posljedica grčke okupacije grada.
Kasnije je otišla u Sjedinjene Države i postala članica albansko-američke zajednice, u ime koje je sudjelovala na Mirovnoj konferenciji u Parizu 1919. godine zastupajući prava Albanaca.
Vratila se u Albaniju 1921., nakon čega je sa zanimanjem pratila tamošnja politička zbivanja, ne gubeći iz vida nacionalne težnje. Postala je jedna od osnivačica i direktorica Ženske ustanove nazvane "Kyrias", po svojoj obitelji, u Tirani i Kamëzu, u suradnji sa svojom sestrom Sevasti i šogorom Kristom Dakom.
U listopadu 1928. godine, na inicijativu Ministarstva unutarnjih poslova, u Tirani je osnovana organizacija " Gruaja Shqiptare " ("Albanka"), s planovima za stvaranje ogranaka diljem zemlje i dijaspore. Nastao je pod pokroviteljstvom kraljice majke i sestre kralja Zoga, princeze Sanije. Organizacija je imala za cilj promicanje obrazovanja, higijene i dobrotvornih aktivnosti, te podizanje albanskih žena na višu kulturnu razinu. Kao dobro obrazovana žena, Parashqevi je uspjela zauzeti vodeću poziciju u njemu. Između 1929. i 1931. organizacija je izdavala svoj časopis Shqiptarja, koji je sadržavao mnoge članke koje su napisale Parashqevi i njezina sestra Sevasti. Časopis se protivio konzervativnom načinu razmišljanja, zagovarajući ženski pokret i njegove zahtjeve.
Parashqevi je bila čvrsti antifašist tijekom cijelog Drugog svjetskog rata, počevši od talijanske invazije 1939. godine. Zbog njezinih antifašističkih stavova, pronacističke jedinice pod vodstvom Xhaferra Deve poslale su je zajedno sa sestrom u logor Anhaltelager Dedinje kraj Beograda.
Preživjela je i vratila se u Tiranu nakon rata, ali su ona i sestrina obitelj tada bili suočeni s daljnjim progonima. Zbog svoje prošlosti povezanosti sa Zogom, Kristo Dako je posthumno ocrnjen od strane komunističkog režima, a obitelji Kyrias bile su protjerane iz Tirane. Dva Parashqevijeva nećaka (Sevastijevi sinovi) bit će zatvoreni, a na kraju je jedan umro u zatvoru.

## Objavljeni radovi
Parashqevi Qiriazi napisala je sljedeća djela:
- “The Albanian Girls’ School at Kortcha”. Life and Light for Woman XXXV, nr. 8 (Boston: Woman's Board of Missions, August 1905).
- "The Development of Schools in the Turkish Empire and an Ideal System of Education for Albania", in Albania, the Master Key to the Near East (Boston: E.L. Grimes, 1919), p. 248-266. (Ponovno objavljeno 2020, IAPS, ISBN 978-1-946244-29-1).
- Abetare për shkollat e para. (Manastir: Bashkimi i Kombit, 1909.).

## Ostavština
- Parashqevi Qiriazi i njezina sestra Sevasti Qiriazi u Albaniji su kolokvijalno poznate kao "sestre Qiriazi". Smatraju se "majkama albanskog obrazovanja".[15]
- Nekoliko obrazovnih institucija i organizacija u Albaniji i na Kosovu nosi njihovo ime.
- U 2017. koledž koji nosi ime Qiriazi[16] otvoren je na posjedu izvornog Kyrias instituta (1922. – 1933.) u Kamëzu, Albanija.
- Albansko-američka ženska organizacija (AAWO) u New Yorku nosi ime sestara.[17]

## Poveznice
- kongres u Monastiru